# Enteroctopus dofleini
Enteroctopus dofleini är en bläckfiskart som först beskrevs av Wülker 1910.  Enteroctopus dofleini ingår i släktet Enteroctopus och familjen Octopodidae. Inga underarter finns listade i Catalogue of Life.

## Bildgalleri

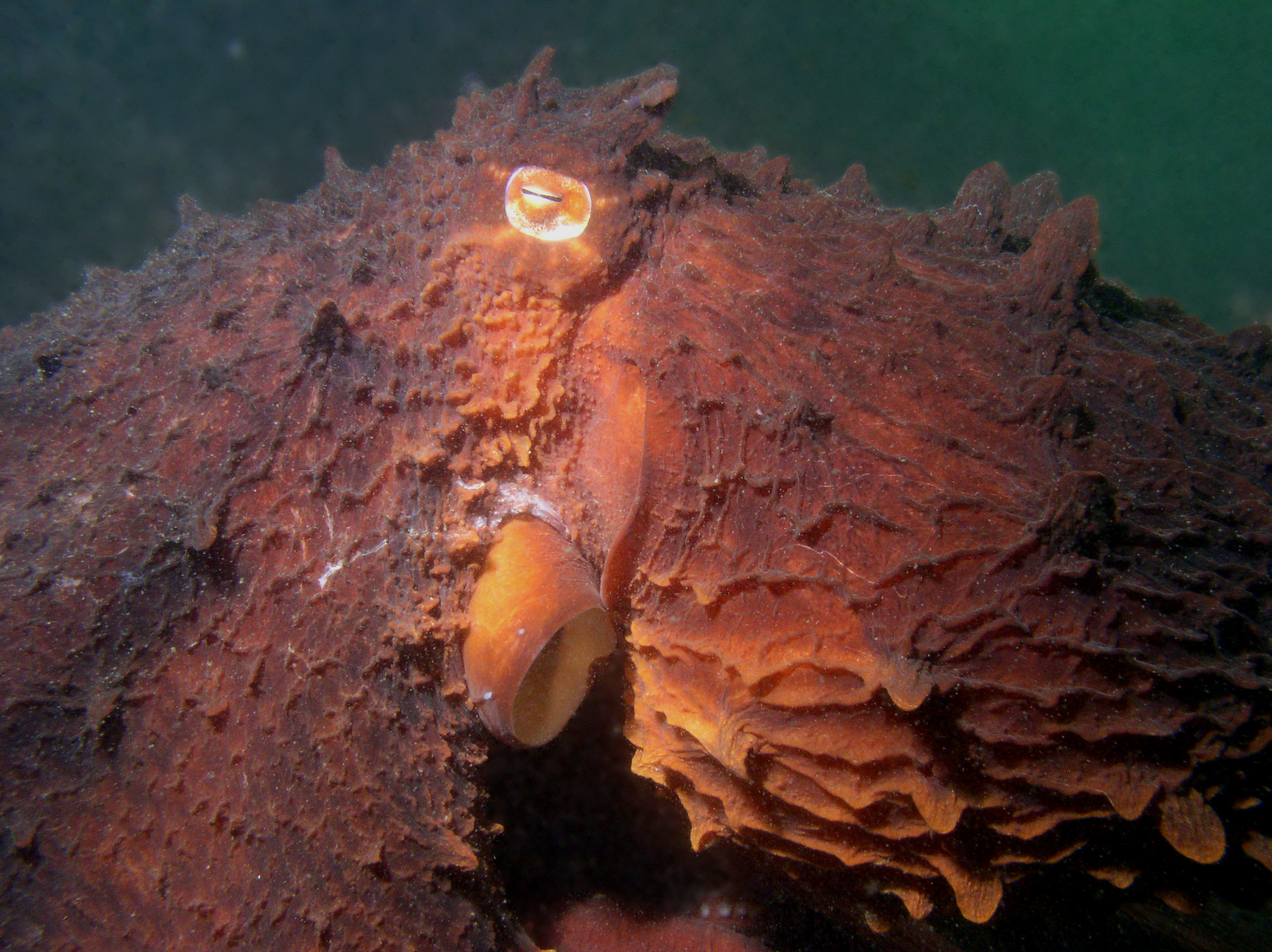
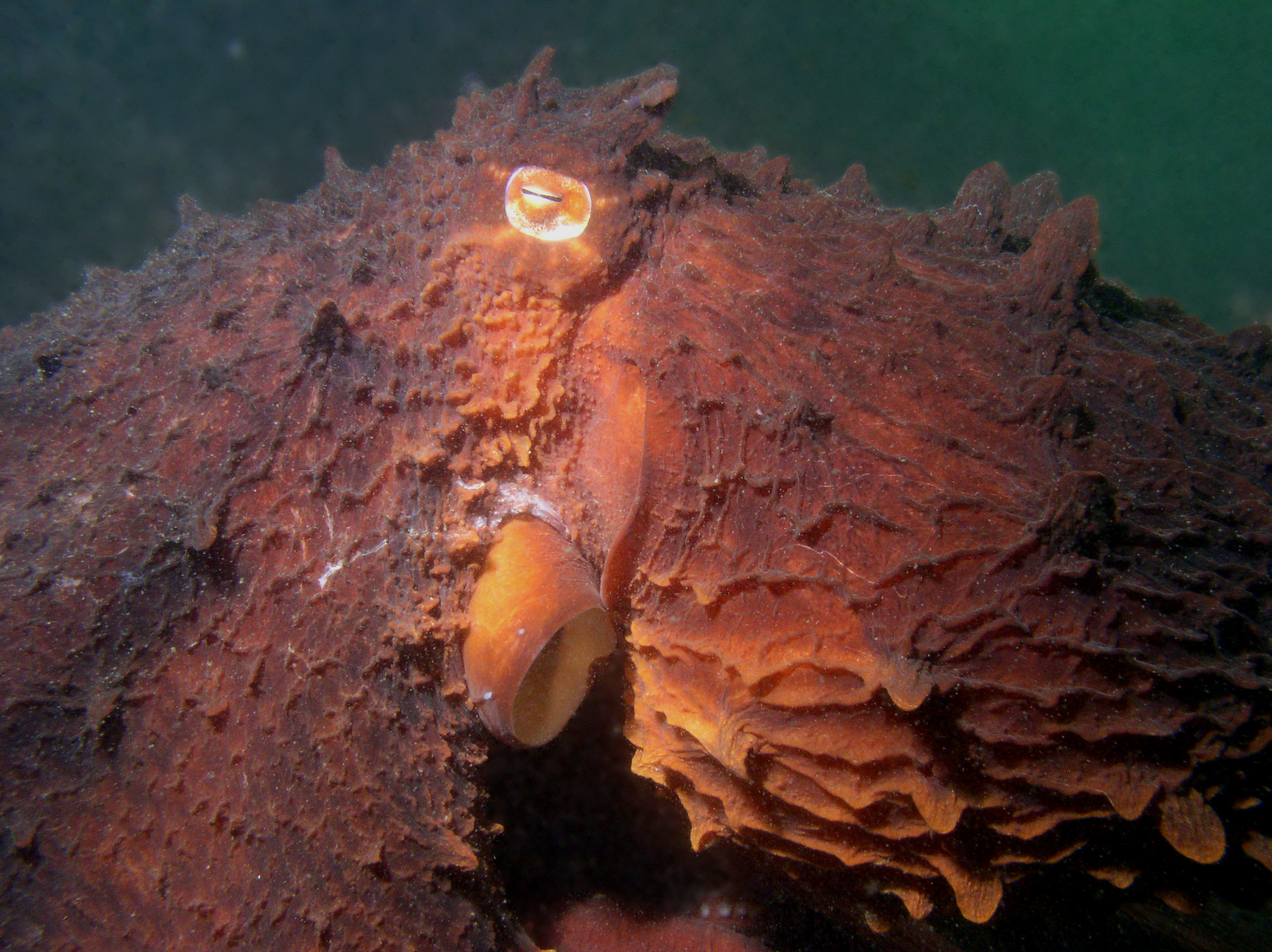
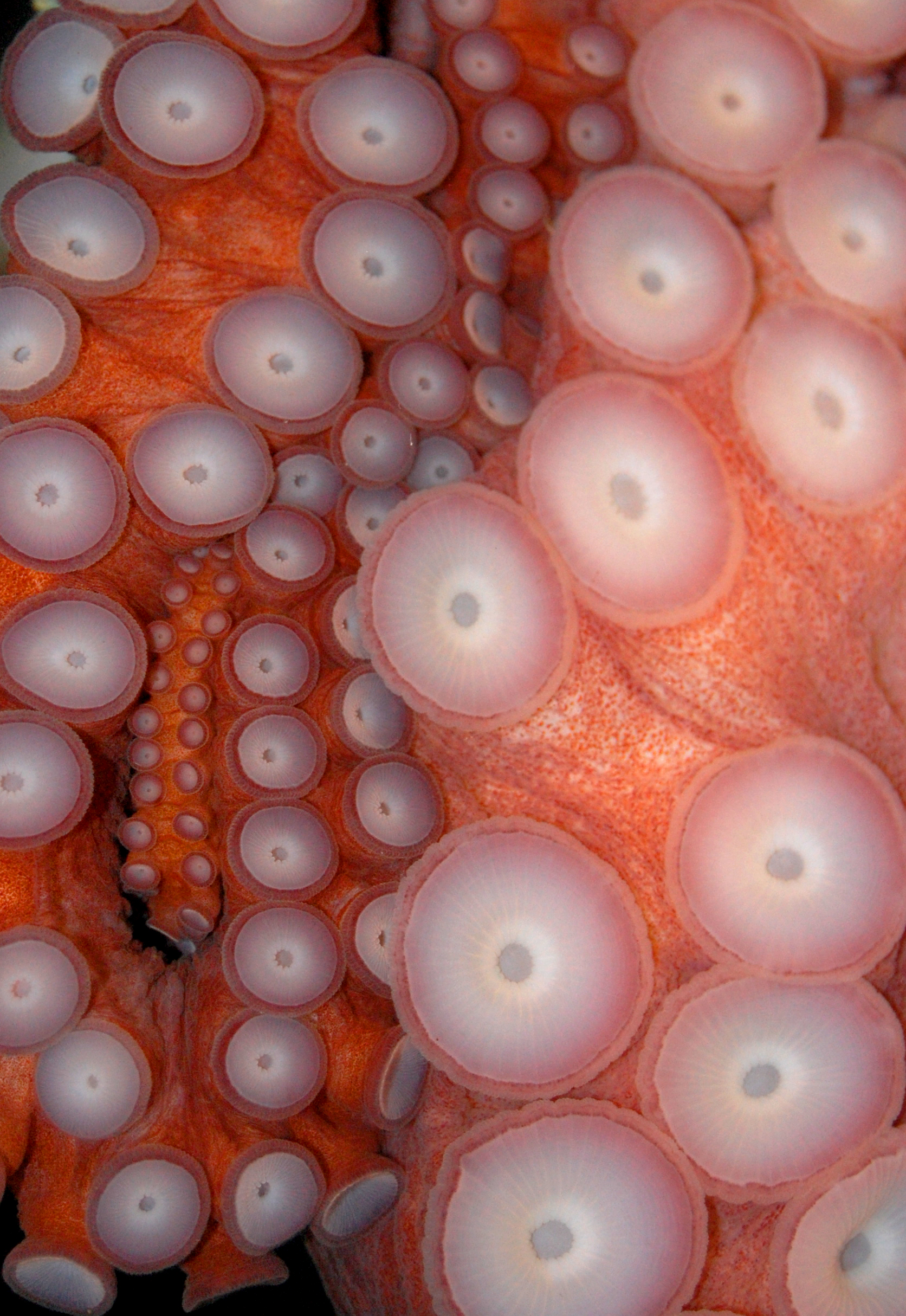
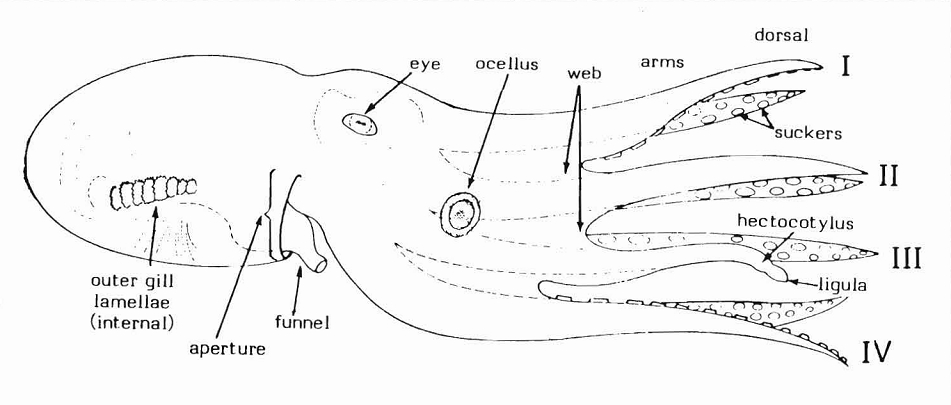
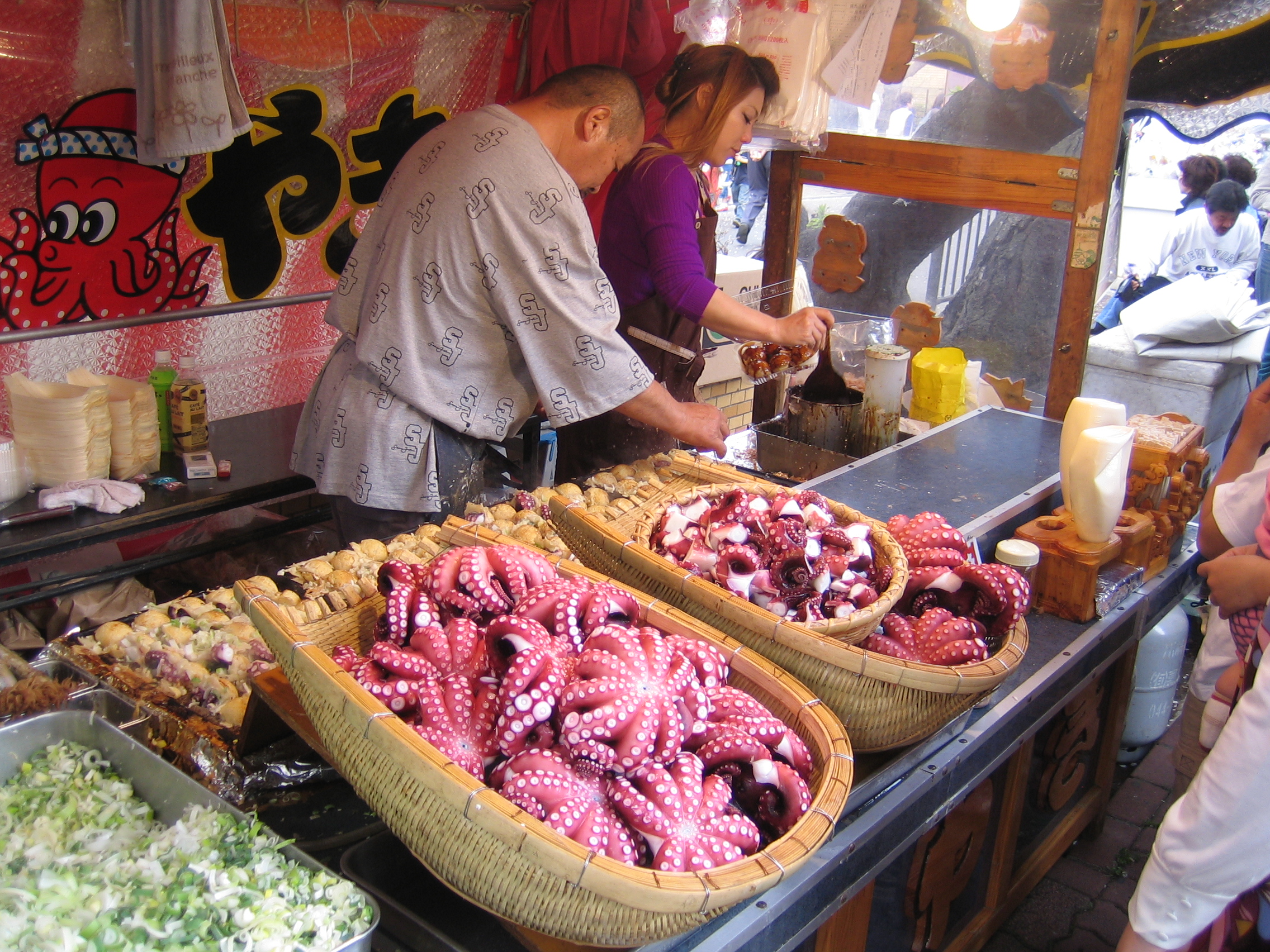
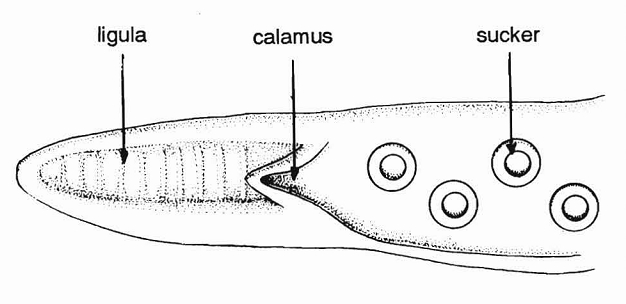